# Love Live! 學園偶像祭
《Love Live! 學園偶像祭》，简称，是由KLab製作、武士道營運的iOS及Android智能手機節奏與冒險遊戲 。屬於「Love Live!」多媒體計劃當中的一個作品，於2013年在日本首先推出日文版，並在2014年先後推出英文版（國際版）、繁體中文版、簡體中文版以及韓文版。
本遊戲在iOS及Android屬於免費下載，而遊戲內亦有選擇性的付費項目可供購買。
遊戲在第一期電視動畫播放完畢後不久推出。由於其反應熱烈，開發商KLab因而在2013年5月擺脫長期赤字的困境，成功將預期的9000萬日圓虧損逆轉為9000萬日圓盈利，轉虧為盈，被稱為是一個令其「兩度起死回生」的作品。本作也成為了該公司2013年的焦點產品。

## 歷史

### 2013年
4月15日，武士道在iOS App Store上開放日文版遊戲下載。
6月8日，日文版遊戲開放予Android 4.0或以後的部分手機下載。
6月，突破50萬名使用者。
7月5日，日文版遊戲開放予Android 2.3或以後的部分手機下載。
9月24日，突破100萬名使用者:274。
10月，突破100萬名使用者的大型更新
- 更換了劇情模式的人物插圖，並追加了高坂雪穗與絢瀨亞里沙。
- 新增活動模式「Score Match」。
- 舉行聖誕節卡片登場角色的投票。

12月13・14日，官方在秋葉原舉行:274。

### 2014年
1月19日，μ's第一彈學園偶像祭合作單曲「寶物/Paradise Live」（タカラモノズ／Paradise Live）發售。
2月24日，突破200萬名使用者:275。
5月12日，在日本、中国大陸、臺灣、香港、澳門及南韓以外的地區以「School idol festival」名義推出英文iOS及Android版本。
5月23日，移動怪獸在香港、澳門以及臺灣推出繁體中文Android版本，同日突破300萬名使用者:275。
6月5日，移動怪獸推出繁體中文iOS版本。
6月10日，盛大遊戲推出簡體中文iOS版本。
6月12日，盛大遊戲推出簡體中文Android版本。
6月26日，TOAST推出韓文Android版本。
7月3日，TOAST推出韓文iOS版本。
8月8日，日文版突破400萬名使用者。
10月5日，日文版突破500萬名使用者。
12月4日，日文版突破600萬名使用者。
12月8日，全球總計突破1000萬名使用者。

### 2015年
1月19日，日文版突破700萬名使用者。
2月22日，日文版突破800萬名使用者。
4月22日，日文版突破900萬名使用者。
6月6・7日，官方在东京舉行
6月6日，官方宣布日文版於6月2日突破1000萬名使用者，海外版於5月30日總計突破1500萬名使用者。並同時宣布日文版遊戲介面將進行大更新。
7月13日，日文版突破1100萬名使用者。
8月4日，日文版更新为3.0版本，改版内容有：
- 登入畫面變更
- 增加「課題」功能，可以透過完成任務來獲得報酬。
- 增加「稱號」功能，可以設定於個人資料上。
- 增加「背景變更」功能，可以將劇情模式中出現的背景，套用於自己遊戲畫面的背景上，
- 增加「貼紙商店」功能，可以將用來練習或退社的社員，轉換成貼紙並交易（限稀有度R以上的卡片）。

9月14日，全球總計突破2000萬名使用者。
10月28日，μ's第二彈學園偶像祭合作單曲「HEART to HEART!」發售。
11月27日，官方宣布日文版於11月14日突破1300萬名使用者，並同時宣布街機版製作決定。

### 2016年
1月11日，在NICONICO播出的生放送节目中，官方宣布将在游戏中追加Aqours的歌曲、卡牌及剧情。
1月18日，官方於遊戲內宣布日文版突破1400萬名使用者。
2月18日，官方發表遊戲的街機版，命名為。
3月9日，全球總計突破2500萬名使用者。
5月16日，国际版更新為3.0版本。
5月17日，官方於遊戲內宣布日文版突破1600萬名使用者。
5月21日・22日，官方在东京舉行
6月17日，繁體中文版更新為3.0版本。
6月27日，官方宣布将在国际版中加入海外多國語系界面，同時宣布韓文版將與國際版合併，由TOAST代理的韓文版將停止运营，用户数据将迁移到国际版。
7月4日，簡體中文版更新為3.0版本。
7月5日，日文版更新為4.0版本，改版內容有：
- 增加Aqours成员优等生招募及Aqours相关主线剧情，并可自由切换μ's和Aqours界面。
- Aqours模式的劇情推進，不同於μ's依靠Rank提升；Aqours劇情只需完成課題即可解鎖。
- “EXPERT”难度曲目从限时配信改为常规曲目，并增加更为困难的“MASTER”难度曲目。
- 增加稀有度为SSR的人物卡片，稀有度介于SR和UR之间；並且改變了卡片框的設計。
- 應用程式圖示由μ's的高坂穗乃果，更改為Aqours的高海千歌。
- 增加新功能“School Idol Skill”，它能夠加強社員的能力。
- 单张卡片可通消耗贴纸觉醒。

7月26日，官方於遊戲內宣布日文版突破1700萬名使用者。
8月10日，由TOAST代理的韓文版正式停止运营，用戶數據遷移到国际版。
9月18日，官方於TGS上举办的活动中宣布全球突破3000萬名使用者。
9月28日，国际版更新為4.0版本，並加入韓文語系界面。
10月17日，官方於網站內宣布日文版突破1800萬名使用者。
11月13日，官方在大阪举行。
11月18日，繁體中文版更新為4.0版本。
11月23日，Aqours第一彈學園偶像祭合作單曲「不會停止的Jingle Bell」（ジングルベルがとまらない）發售。
12月6日，スクフェスAC正式營運。
12月25日，官方宣布日文版突破1900萬名使用者。

### 2017年
2月6日，官方宣布2月7日至3月6日舉行連動企畫。
2月21日，简体中文版更新为4.0版本。
3月20日，官方宣布日文版突破2000萬名使用者。
3月30日，官方宣布啟動。
4月3日，日文版更新為5.0版本，改版內容有：
- 追加新活動「散步拉力赛（おさんぽラリー）」。
- 變更遊戲資料轉移方式。
- 每日登入獎勵更新。
- 每日登入獎勵畫面更新。
- 追加變更節奏圖示功能。
- 變更故事的排列方式，未讀的故事將會排在最上面。

4月16日，繁體中文版官方宣布，繁體中文版將运营到5月17日，並在5月18日由KLab接手營運。將於國際版中加入繁體中文語系介面。
5月9日，官方宣布繁體中文版將與國際版合併，由移動怪獸代理的繁體中文版將停止运营，用戶數據將遷移到國際版。
5月17日，由移動怪獸代理的繁體中文版正式停止运营。
5月18日，官方公開六名新成员。
5月23日，國際版維修結束後，繁體中文版用戶數據遷移到國際版，國際版增加繁體中文語系介面。
6月8日，日文版突破2100萬名使用者。
6月10・11日，官方在東京舉行。
6月22日，简体中文版於4.1版本中將部分英文界面改为简体中文。
9月1日，在遊戲官網宣布illustration book發售決定，秋季發售預定。
9月5日，國際版更新為5.0版本。
9月21日，在东京电玩展2017武士道攤位舉辦新情報發表會。本次由Aqours团长伊波杏樹擔任主持，μ's团长新田惠海作为特別貴賓登場。本次發布了PDP的聲優陣容和各種消息：
- 宣布全球突破4000万名使用者。
- Aqours二人/三人曲作为日替曲目将于同年11月6日正式登陆游戏。
- 推出“总计登陆日数奖励”。
- 举行服装总选举。从已推出的UR及SR卡片服装中选出第一名，并进行3DCG化。
- 计划推出一对一对战模式、GPS对战等。
- 全新游戏《Love Live! 學園偶像祭 ALL STARS》预定于2018年上线，与现有的《学园偶像祭》同步运营，并共享SIF ID，同时也将推出全新的游戏模式和剧情。

12月4日，简体中文版更新为5.0版本。

### 2018年
2月19日，日服更新为5.6版本。招募界面做出重大调整，同时对屏幕比例16:9设备的显示进行了优化。
4月3日，日文版更新為6.0版本，改版內容有：
- 變更LIVE!歌曲選擇頁面UI。
- 追加技術確認功能。
- 追加LIVE設定項目。

7月3日，國際版更新為6.0版本。
8月底，官方發出消息，海外版突破2100萬名使用者。
10月，官方發出訊息，全球突破4500萬名使用者。

### 2019年
3月，日文版開始舉辦6週年相關活動。
3月底，官方發出訊息，海外版突破2200萬名使用者。
5月，國際版開始舉辦5週年相關活動。
10月，日文版使用者人數突破2500萬人。
11月，官方發出訊息，海外版突破2300萬人。

### 2020年
4月13日，日文版更新為7.0版本。
10月13日，國際版更新為7.0版本。
10月31日，官方於2020年線上感謝祭中宣布全世界玩家已突破5000萬人。
10月28日，日文版更新為8.0版本。

### 2022年
4月1日，與Code Geass 反叛的魯路修合作。

### 2023年
1月31日，日版、国际版、中国大陆版均宣布游戏将于同年3月31日停运。日版和國際版计划让用户选择将游戏成绩继承到下一代作品《Love Live! 学园偶像祭2》并给予特别奖励。（但在EEA區的除外，即使帳號只有帶去歐洲遊玩的紀錄或是開VPN連歐洲的，都會被判定為在EEA區，判定為EEA區將無法進行資料轉移。）惟官方網站至今仍未關閉。

## 遊戲內容
玩家化身成為「μ's」和「Aqours」的同學，來協助她們完成Live活動。
遊戲主要分為「LIVE!」（ライブ）、「劇情」（ストーリー）、「社員」（部員）、「練習」（練習）以及「勸誘」（勧誘）五大部分:8。

### 遊戲中的專有名詞
- Rank

玩家的等級。升級後EXP會上昇、LP全回復。到達一定的等級，LP、好友人數上限會增加。
- EXP

經驗值。歌曲難度越高，越能獲得更多經驗值。
- LP

LP是指參加「LIVE!」或「活動」需要消耗的行動點數，難度越高的歌曲就需要越多LP。LP會隨時間慢慢自動恢復（每6分鐘恢復1點），也可直接以Loveca補充。
- G

金钱。可以通过进行「LIVE!」或参加活动获得，用來「練習」與「特訓」社員，以及在Medley Festival和Challenge Festival活动中购买道具。
- Loveca（ラブカストーン）

遊戲中可以用來購買LP、成员上限、Live失败后恢复体力以及勸誘優等生入部的虛擬貨幣。Loveca除了可付費購買外，也可以通過「登入獎勵」、「活動獎勵」、「故事獎勵」及「歌曲目標」等方式獲得。
- 友情pt

在Live中選擇嘉賓且Live成功之後獲得的獎勵點數，可用作勸誘新社員入部。
- 絆pt

絆pt是指每個社員都有自己獨自的絆pt，可以理解為你與每個社員的親密度，與覺醒後的社員親密度達到最高，可以解鎖該社員的支線劇情。
- 勸誘

這是指玩家招募新社員加入自己的隊伍中，每日可以免費勸誘一名社員，另外也可以花費Loveca或使用招募券招募優等生入部。
- 课题

2015年8月4日随日文版更新为3.0版本而上线，类似其它游戏中的“任务”，完成后可获得可替换界面背景、称号及解锁新曲目等奖励。
- 學園偶像技能

2016年7月5日隨日文版更新為4.0版本而上線，強化社員卡片的特別技能。有回體加分、加分強化、判定強化、全隊屬性提升、單人屬性提升等各種技能。取得學園偶像技能必須Live成功後透過「獎勵BOX」來獲得。另外特訓社員會增加該社員的技能槽來放入更多技能。

### LIVE!
「LIVE!」是遊戲的主要部分，收錄了「μ's」、「Aqours」等成员演唱的歌曲。以自行編成的隊伍演出歌曲。普通歌曲最初只有一首開放予玩家，但其他歌曲必須閱讀「劇情」或達成「課題」後逐步解鎖。除了閱讀「劇情」或達成「課題」而解鎖的普通歌曲外，还有特別歌曲，有每日更换的「每日推薦」（日替わり）及「隨機選曲」(ランダムセレクト)、配合新曲CD發售前，先行配信的新曲CD歌曲及普通活动推出的活動歌曲等。
「LIVE!」分為EASY（簡單）、NORMAL（普通）、HARD（困難）、EXPERT（專家）和MASTER（大師）五種難度级别，而每首歌曲被分為「Smile」（スマイル，主題色為紅色）、「Pure」（ピュア，主題色為綠色）、「Cool」（クール，主題色為藍色）三種屬性之一，玩家可按照歌曲屬性選取同樣屬性的社員進行Live，以得到較高分數，如果隊伍中的「屬性P」數值不高，則会出现FULL COMBO（全連擊）但分數不高的情况。在「LIVE!」演出時部分社員會發動技能效果來幫助玩家。

「LIVE!」模式中的遊戲界面，玩家錯過節奏圖示就會得到「MISS」的評價(畫面是3.0(含)以下遊戲版本的畫面)。

進行「LIVE!」演出時，玩家需要隨音樂的節奏點擊、同時點擊、長按及滑動從中心點飛出並落到社員圖示中的「節奏圖示」來獲得「PERFECT」、「GREAT」、「GOOD」、「BAD」、「MISS」五種點擊評價之一，若點擊時機準確的話會獲得「PERFECT」或「GREAT」評價，並累積「COMBO」，若不準確的話，則會按誤差程度得到「GOOD」、「BAD」、「MISS」評價，如果評價為「BAD」或「MISS」則會消耗左上角的體力，當體力全消耗完就會失敗，此时除非使用Loveca恢复体力，否则无法继续进行。整首歌曲還帶有星星的特殊節奏圖示需要按到“GREAT”以上才得分，“GOOD”或以下會消耗體力。
「LIVE!」成功!後有四種評價評分SCORE及COMBO（連擊數），分為C、B、A、S 的評價，依照評價獲得「EXP」、「G」、「社員卡片」等獎勵，「獎勵BOX」分數及社員的「絆pt」也會隨之上升。此外每首演唱歌曲都有「歌曲目標」，玩家可以透過「歌曲目標」獲得不同程度的獎勵。

### 活动
游戏定期会举办Live活动，一般被称为“普通活动”、“Score Match”、“Medley Festival”、“Challenge Festival”、和，一般为期10天左右。
所有活动都有活動達成報酬、活動排名報酬、SCORE排名報酬（SCORE MATCH pt排名報酬），透過活動可以獲得兩張新的稀有度SR卡及一張新的稀有度N卡。
- 普通活动

日文版于2013年5月3日，繁體中文版於2014年5月29日，国际版于2014年5月31日，韓文版於2014年7月22日，简体中文版于2014年12月6日開始第一屆。又稱道具活动、集物活動。通常这种活动都有专属名字（例如第一屆的Sweet Holiday）。活动期间所有消耗LP的歌曲都能收集活动所需的道具（必須在Live中點擊到帶有道具的節奏圖示才算收集到），并且会追加一首「活動歌曲」到四種難易度的特別歌曲中（EXPERT难度外加随机谱面），「活動歌曲」需要消耗道具来Live。通过收集道具和「活動歌曲」評價來獲得活動pt，活動結束後根據活動排名及SCORE排名給予獎勵。
- Score Match

日文版于2013年10月5日，国际版于2014年10月6日，繁體中文版於2014年10月6日，简体中文版于2014年10月16日，韓文版於2014年11月18日開始第一屆。简称SM。在活动中，玩家必須选择难度并扣取相应LP，挑選參賽隊伍组合後遊戲會根據比賽曲及SCORE MATCH pt抽取四名玩家组队，如果等候时间超时不足四人则由NPC代替不足人数。Live中途失败则直接结算失败分数（無法使用Loveca恢復體力），Live后根据每人「比賽曲」的「SCORE」排出名次并獲取活动pt。活動結束後根據活動排名及SCORE MATCH pt排名給予獎勵。Live開始前、公布名次和結束時可以使用指定的語句交流。
- Medley Festival

日文版于2014年12月5日，国际版于2015年12月8日，繁體中文版於2015年12月28日，简体中文版于2016年2月3日，韓文版于2016年2月5日开始第一届。简称MF。在活动中，玩家必須選擇難易度及歌曲數（最多三首）并扣取LP，然后遊戲會依照歌曲數随机抽出同属性的「課題曲」（可花费G更换一次挑課題曲，最多可更換十次），挑選參賽隊伍组合後自行使用G增购調整。开始Live後有時會獲取來自朋友或其他玩家的應援效果（使用「應援效果確定」調整，每回合必出應援效果），Live的体力值和COMBO數會累计计算，直到完成Live歌曲數后统计总Live成绩评级并给予活動pt。活動結束後根據活動排名及SCORE排名給予獎勵。
- Challenge Festival

日文版于2016年3月2日，国际版于2016年10月31日，繁體中文版於2016年12月20日，简体中文版于2017年4月10日开始第一届。简称CF。在活动中，玩家必須選擇「課程難度」，每回合開始時會發表「課題曲」，可自行選擇繼續、休息還是退出活動領取獎勵（第一首無法退出）。活動獎勵會累積計算，直到五回合完成後才能獲得活動pt及領取獎勵，難度隨回合數遞增，每回合開始前隨機出現1至3位成員效果的獎勵條件（透過成員組合會額外發生獎勵條件），挑選參賽隊伍组合後自行使用G增购調整（調整效果及獎勵條件限當回合有效）。一旦中途失败并放弃使用Loveca恢復體力，活动pt、EXP和G会减半（第一首即失败则无奖励），并且到当前回合获得的金银铜獎勵无法获得。活動結束後根據活動排名及SCORE排名給予獎勵。
- 漫步關卡戰（おさんぽラリー）

日文版於2017年4月5日，國際版於2017年10月17日，简体中文版于2017年12月27日開始第一屆。又稱散步拉力賽，在活動中，玩家要沿著地圖內的「劇情關卡」來閱讀劇情（必須符合解鎖條件才會開啟），閱讀劇情後玩家必須選擇難易度並扣取相應LP來Live指定的活動歌曲獲得活動pt。「挑戰關卡」閱讀劇情後陸續開啟，玩家必須選擇難易度並扣取相應LP，遊戲會「隨機選曲」活動歌曲來挑戰「SCORE排名」和獲得活動pt。每次Live後有時會獲取來自社員的應援效果，而Live成功後會獲得「紀念小物」，收集一定數量的「紀念小物」可以到「紀念小物交換所」換取報酬。「劇情關卡」和「挑戰關卡」內都有歌曲任務，依照任務指示完成任務來領取任務獎勵。活動結束後根據活動排名及SCORE排名給予獎勵。
- 友情大合戰（なかよしマッチ）

日文版於2017年7月20日，國際版於2017年12月11日開始第一屆。本活動有兩種模式，第一種「系統匹配」，自動匹配全體玩家協力LIVE!，第二種「私人」，使用ID與朋友協力LIVE!。
在活動中，玩家選擇「系統匹配」選擇難易度後，系統會自動發表樂曲及樂曲任務，依照樂曲隨機抽取3名玩家協力LIVE!。LIVE!結束後會隨任務完成度排出貢獻度並獲取相應活動pt。玩家選擇「私人」則必須輸入ID或創建房間，房間人數最多4人，必須有2人才能進行LIVE!，未滿的部分由NPC代替。本活動內有「全體目標」，在活動期間內全體玩家依照指示協力完成目標來領取獎勵。右下角有LIVE履歷，可查看先前與其他玩家協力LIVE!的成績。在待機過程中可以使用指定的語句和圖貼交流。活動結束後根據活動排名及SCORE排名給予獎勵。
- 節奏嘉年華（リズミックカーニバル）

日文版首先於2019年6月20日開放試玩，但不久因有錯誤而緊急關閉，直到同年7月31日再度開放，國際版則於2019年10月8日開始第一屆，本活動有兩種模式，一種為「公開群組」，自動找尋玩家LIVE，第二種為「私人群組」，輸入房間ID後進入房間開始遊戲，但私人群組可轉為公開，之後系統會發表歌曲，選擇難易度及隊伍後系統會先進入等待區，在此可用一些貼圖進行交流，之後發表目標分數，隨後LIVE開始，在LIVE過程中，玩家會收到來自其他玩家的輔助技能，LIVE結束後等玩家都打完，即會發表成績和排名，根據排名和分數給予獎勵。

### 劇情
劇情（ストーリー）分為主線劇情（メインストーリー）、支線劇情（サイドストーリー）及其他的劇情（その他のストーリー）。
遊戲中所有劇情均由電視動畫聲優配音演出，而在不同語言版本亦有搭配相應語言的字幕。目前μ's與Aqours的主线剧情已全部结束。
- 主線劇情：μ's部分隨著玩家等級上升而解鎖，Aqours部分只要玩家達成課題就會解鎖，閱讀劇情後也會解鎖新的普通歌曲。
- 支線劇情：閱讀社員劇情，會在「覺醒」社員的「絆pt」集滿後解鎖。
- 其他的劇情：保存著普通活動與「School idol diary」合作的劇情，玩家在活動中集滿一定量的活動pt解鎖該話劇情，活動結束後玩家可到其他的劇情內回味活動中得到的劇情。

### 社員、練習、特訓
- 社員：遊戲融入卡牌收集和養成的元素。卡片稀有度為N、R、SR、SSR、UR順序越右表示越稀有，而每張卡片的角色均有「Smile」（スマイル，[註 1]，為紅色）、「Pure」（ピュア，[註 1]，為綠色）、「Cool」（クール，[註 1]，為藍色）三種屬性之一及三種屬性值組成的「屬性P」以對應三種屬性的歌曲。社員「屬性P」會影響隊伍的「屬性P」，如果隊伍的「屬性P」數值越高Live得分就越多。也可使用学员偶像技能道具强化社员属性。
- 練習：先選擇一名社員作為「被訓練」的對象，再選擇其他社員作為「陪伴訓練」的消耗品，以提升「被訓練」者的經驗值，如「被訓練」對象跟「陪伴訓練」的對象屬性相同，得到的經驗值會增加，一次練習的「陪伴訓練」最多可以十二人。
- 特訓：是將兩張相同的社員卡片進行合成，以「覺醒」該社員並提升其能力。在「覺醒」後，社員的服裝將會改變。在4.0版本後可透過「貼紙」覺醒，只要貼紙數量符合該社員卡片的稀有度就可以「覺醒」。

### 勸誘
除了Live成功後的獎勵外，還可以透過勸誘的方式增加社員。
勸誘主要分為通常勸誘、限定勸誘及補助券勸誘這三種。
通常勸誘
一般生勸誘
使用友情pt消費，能抽出稀有度N和R卡，1回勸誘100pt，10回勸誘1000pt，而每天都能獲得一回免費勸誘機會。
優等生勸誘
能抽出稀有度R或以上的卡片，1回勸誘消費5個Loveca或1張勸誘券，11回勸誘消費50個Loveca或1張11回勸誘券並且「必中1張SR或以上的社員」。
新社員登場時會推出「新社員出現率增加」的限時活動。
另外，每優等生獎勵MAX後能獲得1張輔助券。
限定勸誘
在指定時間內推出的限時勸誘，可抽出特定類型的卡片，1回勸誘消費5個Loveca或1張勸誘券，11回勸誘消費50個Loveca或1張11回勸誘券並且「必中1張SR或以上的社員」。
特定類型分別有：
- 屬性限定勸誘（Smile、Pure、Cool）。
- 年級生限定勸誘（一年級生、二年級生、三年級生）。
- 小隊限定勸誘（Printemps、BiBi、lily white 或 CYaRon!、AZALEA、Guilty Kiss）。
- PICK-UP限定勸誘（服裝主題）。

限定進階勸誘
簡稱：進階勸誘，與其他勸誘的不同在於花費的Loveca較少但只能進行三次，第1回30個，第2回40個，第3回50個。則第1回、第2回「必中1張SR或以上的社員」、第3回「必中1張SSR或以上的社員」。
限定BOX勸誘
簡稱：BOX勸誘，與其他勸誘的不同在於勸誘頁面內各稀有度張數為固定（UR：2張、SSR：8張、SR：30張、R：160張），最大限200次的隨機勸誘，1回勸誘消費5個Loveca或1張勸誘券，11回勸誘消費50個Loveca或1張11回勸誘券。
μ's成員生日限定勸誘
自2017年開始，每位μ's成員生日前一天推出的3日限定勸誘，只能消費Loveca，可抽出「生日成員」的卡片。
- 一般限定勸誘：1回勸誘5個，11回勸誘50個並且「必中1張SR或以上的社員」。
- 限定進階勸誘：限三次，第1回30個，第2回40個，第3回50個。第1回、第2回「必中1張SR或以上的社員」、第3回「必中1張SSR或以上的社員」。

補助卷勸誘
補助卷勸誘只能消費補助卷，而輔助券獲得的方式，除了優等生獎勵之外也可在「課題」、「貼紙商店」、「特別登入獎勵」中獲得。
技能提升支援成員
支援成員（μ's或Aqours成員們的家人、老師、朋友和動物）提升社員們的技能經驗，依照卡片屬性與稀有度給予社員的技能經驗會不同，1回勸誘消費1張。
SR‧UR、SSR‧UR、UR勸誘
SR‧UR勸誘1回勸誘消費5張、SSR‧UR勸誘1回勸誘消費10張、UR勸誘1回勸誘消費25張。

### 贴纸商店
贴纸商店（シールSHOP）是3.0版本新增的功能，玩家在退社或因练习消耗稀有度R或以上的卡片后可获得贴纸，得到的貼紙可到貼紙商店换取UR卡（每月更換一次）、特典卡、辅助券、支援成員等，但退社或練習消耗特典卡和支援成員是不能得到贴纸。

### 獎勵BOX
獎勵BOX（ごほうびBOX）
獎勵BOX的累積分數是玩家進行Live時所獲得「SCORE」來累積，「SCORE」越高累積越快，當分數MAX後會開箱獲得學園偶像技能等各種道具，獎勵BOX有分5種等級，越高等級的獎勵BOX容易得到更好的道具，相對的MAX分數也會提高。
特別獎勵BOX（スペシャルごほうびBOX）
特別獎勵BOX有分μ’s、Aqours和各成員的專屬BOX，會在LIVE!成功後一定機率出現，出現後可自行選擇挑戰及不挑戰，選擇挑戰後會保留原獎勵BOX的分數，當分數MAX後會開箱獲得μ’s及Aqours和各成員的學園偶像技能等各種道具。

## 特色和評價
- 本遊戲的其中一個特點是，於完成入門教學後的歌曲和資料下載需時較長，因此有不少對「Love Live!」計劃不熟悉的人會很容易中途放棄。評論認為遊戲找回電視動畫中的原班人馬配音，而且還原度相當高、音樂也下足功夫、角色亦豐富，但要精通遊戲則需要相當多的重複練習，因此通常只有「Love Live!」支持者才能堅持到底，故認為這是一個「粉絲向」的遊戲。[44]
- 著名手機遊戲《擴散性百萬亞瑟王》的製作人岩野弘明在一則訪問中表示，要製作一個成功遊戲的關鍵是遊戲中人物性格的特徵需要夠突出，而本作在這點上則與《艦隊收藏》一樣做得相當出色，能夠與其匹敵[45]。
- 遊戲除了在日本獲得成功後，在南韓也有出色的表現，曾經長期佔據App Store遊戲類暢銷榜Top 10，在Google Play也曾達到28位，分析指本遊戲作為外來產品的成績已是相當優秀，當中原因是因為「日本和韓國作為亞洲流行時尚文化前沿，雖然彼此之間價值取向和娛樂體系有很大的不同」，但兩者都向世界輸出很多偶像藝人及團體，例如日本有AKB48和嵐，而韓國則有少女時代和東方神起。由於遊戲以二次元偶像為題材，故相比起偶像產業尚未盛行的中國來說，玩家的接受程度較高。[46]
- 自《偶像大師 灰姑娘女孩 星光舞台》在2015年9月推出後，性質相近的《Love Live! 學園偶像祭》就曾多次被用作與其比較。有網民指《偶像大師 灰姑娘女孩 星光舞台》推出後，其精美的3D介面使已有三年歷史的《Love Live! 學園偶像祭》相形見絀，加上《Love Live!》企劃已接近尾聲，「遊戲已經接近壽命的終結」，導致日文版玩家消費金額有下降趨勢[47]。
- 2016年7月5日，日服推出4.0版本之后，《Love Live! 學園偶像祭》下载量出现暴增，并一度登上日本App Store下载量榜首，这是自《Love Live!学园偶像祭》2013年4月上线以来首次登顶日本地区的畅销榜，当天也创造了该游戏有史以来最高同时在线人数的记录[48]。但游戏图标由高坂穗乃果的头像被换为高海千歌的头像也引发了部分玩家的不满[49]。

## 爭議

### 中文翻译争议
在游戏中，角色和在简体中文版早期公测中分别翻译为「南小鸟」和「矢泽妮可」，但在繁体中文版正式发布后，被调整为「南琴梨」和「矢泽日香」，随后简体中文版正式发布时也跟随翻译。原先的翻译有得到公测玩家和项目负责人認可。由于官方在中文地区发行正式代理作品前的民间翻译已经使用前者，形成翻译角色命名默认定向。再加上调整翻译，部分原文的含义被歪曲，尤其以，由于存在剧情导向（包括动画对小鸟的描述，角色卡牌中有大量涉及与鸟的形象设计，在其中一张卡牌的附属剧情中使用小鸟的一语双关的说法），尤其是在简体中文版2015年4月上旬“亲口说出I love you”（唇から I love you）活动的剧情中出现“羽毛好整齐，真是漂亮的琴梨呢”之类的台词（原文如果翻译为“小鸟”的话，则起到一语双关的作用。之后代理商盛大遊戲对此翻译进行更正），导致相当多玩家和爱好者对此翻译相当不满，部分爱好者甚至将一些句子里的“鸟”替换成“琴梨”加以讽刺（如“林子大了，什么琴梨都有”）。但也有部分新玩家认为并无不妥，由於繁體中文版使用台灣動畫代理商群英社官方正式譯名，所以简体中文版只能尊重繁体中文版的翻译而跟随。
之后该译名也被其他简体发行物沿用，如天闻角川的「Love Live School idol diary」小说沿用繁体的译名，但也有部分遗留（如矢泽妮可的口头禅“Niconiconi~”）。
2016年1月30日Love Live!官方在中國上海舉辦的「Love Live! μ's Fan Meeting in 上海 ～Talk & Live～」活動中，配音的日本聲優内田彩第一次知道其角色中文名没被翻译为“小鸟”的意思，而在场观众则表达了不接受“琴梨”的中文翻译后，内田间接地表达了明白并承认了“小鸟”翻译的正确性。
2017年6月22日，简体中文版更新后，部分原为英文的界面被改为简体中文（如“Smile”属性被改为“甜美”），歌曲全部被改为中文翻译。然而部分译名的翻译水准遭到质疑，部分更被指水平如同机器翻译（如被翻译成“宝贝 或许 恋爱的纽扣”、《No brand girls》被翻译成“无牌女孩”等）。

### 英文版劇情翻譯修改爭議事件
本遊戲的英文版本於2015年5月20日被美國一家以報導漫畫、遊戲為主的網路媒體NerdSpan提出，其該版本的美國營運負責廠商KLab America將其遊戲劇情的對話中移除了部份可能令人聯想到與同性戀相關的內容，明顯地將原作者想透露出的訊息改變了。翻譯人員沒有了解作品內容及橋段，所以憑主觀認定修改台詞。其報導曝光之後，引來了核心粉絲的注意和到其官方臉書粉絲團抗議。
在5月23日午夜，KLab America於其官方臉書粉絲團頁面發布一則對於本次事件的聲明，不過該聲明非但沒有讓事件緩和下來，反而引起更多粉絲們對於遊戲廠商的不滿以及憤怒，因為 KLab America 堅持他們並沒有任何缺失，強調他們「是對動畫原作的演繹而作出本地翻譯」。

## Love Live! 學園偶像祭 ～after school ACTIVITY～
《Love Live! 學園偶像祭 ～after school ACTIVITY～》（日语：ラブライブ！スクールアイドルフェスティバル ～after school ACTIVITY～，简称“SIFAC”或），由武士道和史克威尔艾尼克斯共同开发，史克威尔艾尼克斯營運。
2015年11月27日公布街機版製作決定，2016年3月至5月官方在札幌、博多、仙台、名古屋和大阪舉行的上进行公开体验，2016年5月13日至29日於东京、横滨、名古屋和大阪的5个指定店铺进行游戏公测，2016年12月6日起正式營運。
街机版除继承了手機版的“卡片收藏和節奏音樂”的基本游戏机制之外，还加入了3DCG的演出動畫，以及列印實體卡片和讀取個人資料卡等机能。游戏操作方式为实体按键，最高难度为“Challenge”难度。除单人模式外，也可與2至3名玩家合作进行游戏。
2018年12月6日，街机版“Next Stage”正式上线，Aqours成员正式加入游戏中。但“Next Stage”上线首日，由于下载更新所使用的软银网络因爱立信核心网设备的软件证书过期，網路傳輸全面瘫痪，人物模型无法完全加载，导致人物模型出現裸体和无头的严重bug，游戏因此紧急停机维护。
2021年6月30日官方發出通知，遊戲將於2021年10月1日結束營運，在此之前都還能在街機框體遊玩，網站客製化內容亦正常提供，直到10月1日遊戲結束營運為止。

### 遊戲流程
1. 遊戲開始前，投入硬幣或感應NESiCA（日语：NESiCA）卡讀取遊戲進度。
NESiCA卡可以保存遊戲進度，例如：保存Live履歷、相簿卡片等遊戲資料。
不使用NESiCA卡也可以遊戲，但是遊戲進度不會保存。
2. 選擇模式
  - 單人模式：1人玩家「LIVE」，可「LIVE」2首曲。
  - 合作模式：2～3人玩家合作「LIVE」，可「LIVE」3首曲。

初次使用NESiCA卡時遊戲會要求輸入玩家暱稱。
3. 選擇角色
初次遊戲時選擇一位μ's成員，一年級生、二年級生、三年級生的排列選擇。
選擇後會獲取第一張稀有度HR角色卡。
4. 選擇歌曲、難易度、舞台
  - 歌曲：歌曲必須擁有特定角色才可以選擇。
  - 難易度：初次遊戲時只有“EASY”、“NORMAL”、“HARD”的難度，“HARD”以上的難度必須滿足條件後才會開放。
  - 舞台：初次遊戲時只有三種舞台可以選擇，等級提升後才會開放新舞臺。
5. LIVE準備
更換服裝、技能設定、更換角色、調整節奏圖示速度及背景亮度等。
6. LIVE結果、總結果
  - LIVE結果：計算分數獲得經驗值並紀錄到Live履歷。
  - 總結果：2首曲（3首曲）結束後才會顯示，會隨機獲得獎勵，顯示達成活動目標、開放新歌曲等提示。

## Love Live! 學園偶像祭 ALL STARS
《Love Live! 學園偶像祭 ALL STARS》（日语：ラブライブ！スクールアイドルフェスティバル ALL STARS，简称“SIFAS”或，是由KLab开发、武士道运营的手机游戏，原预定于2018年正式营运，於2018年9月4日宣布延期至2019年。游戏口号为“和你一起实现夢想”（あなたと叶える物語）。
游戏情报于2017年9月21日在东京电玩展首次发布，並在2019年的感謝祭正式發布消息。背景设定为μ's、Aqours和“虹咲學園學園偶像同好會”在同一时间段内进行校园偶像活动，并将推出全新剧情。游戏的重点为偶像养成，以“树状图形”式培养偶像，并将与现有的《学园偶像祭》进行联动以及共享SIF ID。游戏初期推出两个版本，即日文版和国际版（英文、韩文、繁体中文和泰文）。

## Love Live! 學園偶像祭2 Miracle Live!
《Love Live! 學園偶像祭》的后继作品是《Love Live! 學園偶像祭2 Miracle Live!》。该游戏与前作同为手機節奏遊戲，由武士道開發和營運，于2023年4月15日，即游戏系列10周年之日开始运营。但之后于2024年3月31日结束运营，仅持续了不到一年。

### 遊戲歷史

#### 2022年
遊戲的情報於2022年9月25日首次公開，並預計將於2023年春季配信。

#### 2023年
2023年3月25日AnimeJapan 2023的Love Live!系列最新情報發表會上，宣佈SIF2日版於2023年4月15日正式啟動，另外國際版正在開發中。
官方在2023年4月7日和14日兩天，邀請到μ's、Aqours、虹咲學園學園偶像同好會、Liella!和蓮之空女學院學園偶像俱樂部五團的成員代表以生放送的方式介紹，讓觀眾感受學園偶像祭2的魅力。
2023年4月15日正式啟動，並在當天晚上進行學園偶像祭2正式營運後的首場生放送，並由鈴木愛奈、矢野妃菜喜和Payton尚未三人與觀眾互動及遊玩學園偶像祭2。
2023年12月4日，宣布由于研发问题，国际版游戏将推迟至2024年2月开服。

#### 2024年
2024年1月25日，宣布日版计划于2024年3月31日终止服务。同日，国际服确定2月开服的同时在5月31日终止服务。

### 遊戲内容与特色
學園偶像祭2與前作同為節奏遊戲，介面大致沒有改變、也有定期性的PVP活動。游戏特色在於能玩到《Love Live!》全系列接近600首的歌曲。

## 註解
1. 1 2 3 4 5 6  簡體中文版譯名
2. ↑  μ's：飯田里穗、德井青空；Aqours：逢田梨香子、小宮有紗；虹咲：大西亞玖璃、指出毬亞；Liella!：青山渚、繪森彩；蓮之空：榆井希實、月音可奈
3. ↑  μ's、A-RISE、Aqours、Saint Snow、虹咲學園學園偶像同好會、Liella!、Sunny Passion、蓮之空女學院學園偶像俱樂部、幻日夜羽—鏡中輝光、School Idol Musical
4. ↑  亦包括跨團隊合唱曲「LIVE with a smile!」（合唱及不同團隊獨唱版分為4個譜面）及與idolm@ster跨系列演唱會主題曲「異次元☆♥Bigbang」
5. ↑  截至2024年3月31日停服前已公開發表的歌曲
6. ↑  部分歌曲因長度、有不同演唱者、同時實裝家用機版譜面等原因而分開多個譜面實裝

## 外部連結
- 系列作品網站：
  - 武士道官方網站 （页面存档备份，存于） （日語）
  - 《ラブライブ！スクフェス事務局》的X（前Twitter） （日語）
- 学园偶像祭：
  - 《ラブライブ！スクールアイドルフェスティバル》武士道官方網站 （页面存档备份，存于） （日語）
  - 《Love Live! 學園偶像祭》KLab官方網站 （页面存档备份，存于） （繁體中文）
  - 《Love Live! 学园偶像祭》盛趣遊戲官方網站 （页面存档备份，存于） （简体中文）
  - 《Love Live! 學園偶像祭》的Facebook專頁 （繁體中文）
  - 《Love Live! 学园偶像祭》的新浪微博 （简体中文）
- 學園偶像祭 ～after school ACTIVITY～：
  - 《ラブライブ！スクールアイドルフェスティバル ～after school ACTIVITY～》史克威尔艾尼克斯官方網站 （页面存档备份，存于） （日語）
  - 《ラブライブ！スクフェスAC運営》的X（前Twitter）（日語）
- 学园偶像祭2：
  - 官方網站 （页面存档备份，存于）（日語）
  - 官方網站 （页面存档备份，存于）（英文）
  - Facebook專頁 （页面存档备份，存于）（英文）